# Papinsaari
Papinsaari est un quartier du district Hirvensalo-Kakskerta à Turku en Finlande,.

## Description
Papinsaari est situé à l'extrémité sud-est d'Hirvensalo, dans la péninsule de Kaistarniemi, à l'est de Friskala.
Papinsaari était autrefois une île, mais aujourd'hui elle est reliée à la peninsule Kaistarniemi par un isthme étroit. 
Le point culminant du Papinsaari escarpé et rocheux est à environ 40 mètres d'altitude.
À l'ouest de Papinsaari se trouve la réserve aviaire Friskalanlahti (fi) et à l'est se trouve Pitkäsalmi, sur la rive opposée de laquelle se trouvent Uittamo et Katariinanlaakso.